# Couvent des Jacobins (Rennes)
Pour les articles homonymes, voir Couvent des Jacobins.
Le couvent des Jacobins, nommé également ancien couvent de Bonne-Nouvelle, est un ancien édifice religieux et une ancienne caserne, situé dans le centre-ville de Rennes. Il comprend une église, un cloître et des bâtiments conventuels.
En 2018, l'édifice est devenu le centre des congrès de Rennes Métropole. En 2023, dans le contexte des manifestations contre le projet de réforme des retraites, l'édifice est visé par une tentative d'incendie et la porte se retrouve dégradée.

## Localisation
Le couvent se situe dans le quartier Centre, au nord du centre historique de la ville de Rennes et s'élève à l’angle nord-ouest de la place Sainte-Anne, le long des rues d’Échange (au sud) et de Saint-Malo (à l’est). Cette dernière sépare le couvent de la basilique Notre-Dame-de-Bonne-Nouvelle.

## Histoire

### Avant le couvent
Les fouilles menées par l’INRAP, sous la direction de Gaétan Le Cloirec, en 2012 et 2013 ont confirmé l’importance du lieu à l'époque gallo-romaine. Les premières traces d'une occupation humaine découvertes datent du Ier siècle. Les recherches permettent de retrouver sous le couvent la trace attendue de l’intersection du cardo maximus, rue principale de Condate, et d'une autre artère importante. À cette intersection est érigé un monument (un édicule ou une statue), qui deviendra, trois siècles plus tard, un temple. Des traces de bâtiments de trois époques différentes sont retrouvées, ainsi que des objets du quotidien. Un glaive est également retrouvé sur place, confirmant la qualité martiale de la ville.
À la chute de l’Empire romain, Rennes s’enferme dans ses remparts. Le lieu est alors hors des murs, et laissé à l'abandon au IVe siècle.

### Fondation
Le renouveau du site débute au XIVe siècle quand l'ordre des dominicains décide d'installer un couvent sur le site. Un bourgeois de Rennes, Pierre Rouxel, serait à l'origine du couvent par un don en 1367 mais le fondateur est le duc Jean IV qui en pose la première pierre. 
Entre les XVe et XVIIIe siècles, le couvent est un important lieu d'inhumation. Les fouilles menées par l’INRAP mettent au jour près d'un millier de sépultures, parmi lesquelles plusieurs tombes prestigieuses, notamment des sarcophages de plomb abritant les dépouilles de nobles et de personnalités rennaises.
Dans ce lieu sont célébrées les fiançailles d'Anne de Bretagne et de Charles VIII en 1491. Notre-Dame-de-Bonne-Nouvelle, un tableau du XIVe siècle représentant la Vierge, fait du couvent un lieu de pèlerinage et de prédication. Il est aujourd'hui conservé dans la basilique Notre-Dame-de-Bonne-Nouvelle.
Les Dominicains de Rennes sont à l'origine de l'érection d'un Couvent des Jacobins à Laval, à la suite sans doute de la clause testamentaire de Isabelle de Bretagne, première épouse de Guy XIV de Laval. François Mallet, religieux dominicain de Rennes, arrive muni de lettres du Souverain-Pontife et du roi de France et de toutes les autorisations nécessaires pour fonder à Laval un couvent de son ordre. 
En 1624, alors que sévit la peste, la ville de Rennes offre un vœu d'argent à Notre-Dame-de-Bonne-Nouvelle. Cette maquette, dont il aurait existé une reproduction, a été fondue vers 1794. Le couvent connaît son plein développement au XVIIe siècle ; il compte alors une soixantaine de religieux dominicains et est reconnu comme un centre de formation. La bibliothèque comptera jusqu'à 5 000 volumes. Le couvent décline ensuite, jusqu'à sa fin à la Révolution. Certains frères refusent de prêter serment, tandis que d'autres trouvent un poste de curé à Rennes. Le frère dominicain Félix-Alexis Mainguy sera chargé de trier les livres obtenus lors des différentes spoliations et deviendra le premier bibliothécaire de Rennes.

### Époque contemporaine
En 1793, le bâtiment est affecté à l'armée qui le transforme en caserne, puis abrite le club sportif de la garnison de Rennes. 
L’ancien couvent de Bonne-Nouvelle est inscrit au titre des monuments historiques par arrêté du 12 septembre 1986, puis il est classé par arrêté du 14 mai 1991,.
Pour un euro symbolique, l'armée vend ce monument en mai 2002 à Rennes Métropole.
Le couvent héberge la biennale d'art contemporain de Rennes en 2008 et en 2010.
Lors du mois d'avril 2023, dans le contexte des manifestations contre le projet de réforme des retraites, l'édifice est visé par une tentative d'incendie. La porte se retrouve dégradée.

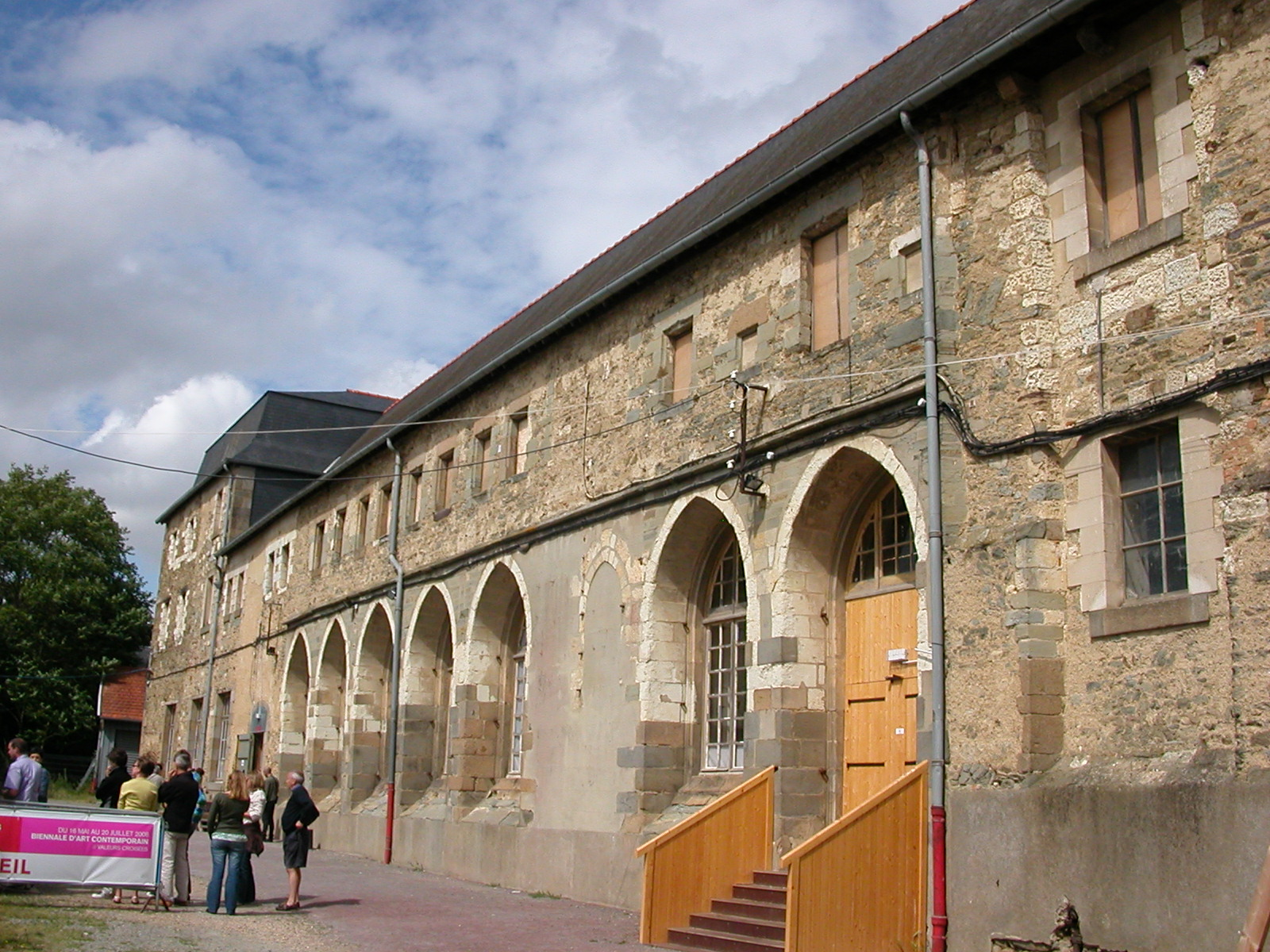
La façade ouest du couvent en 2008.
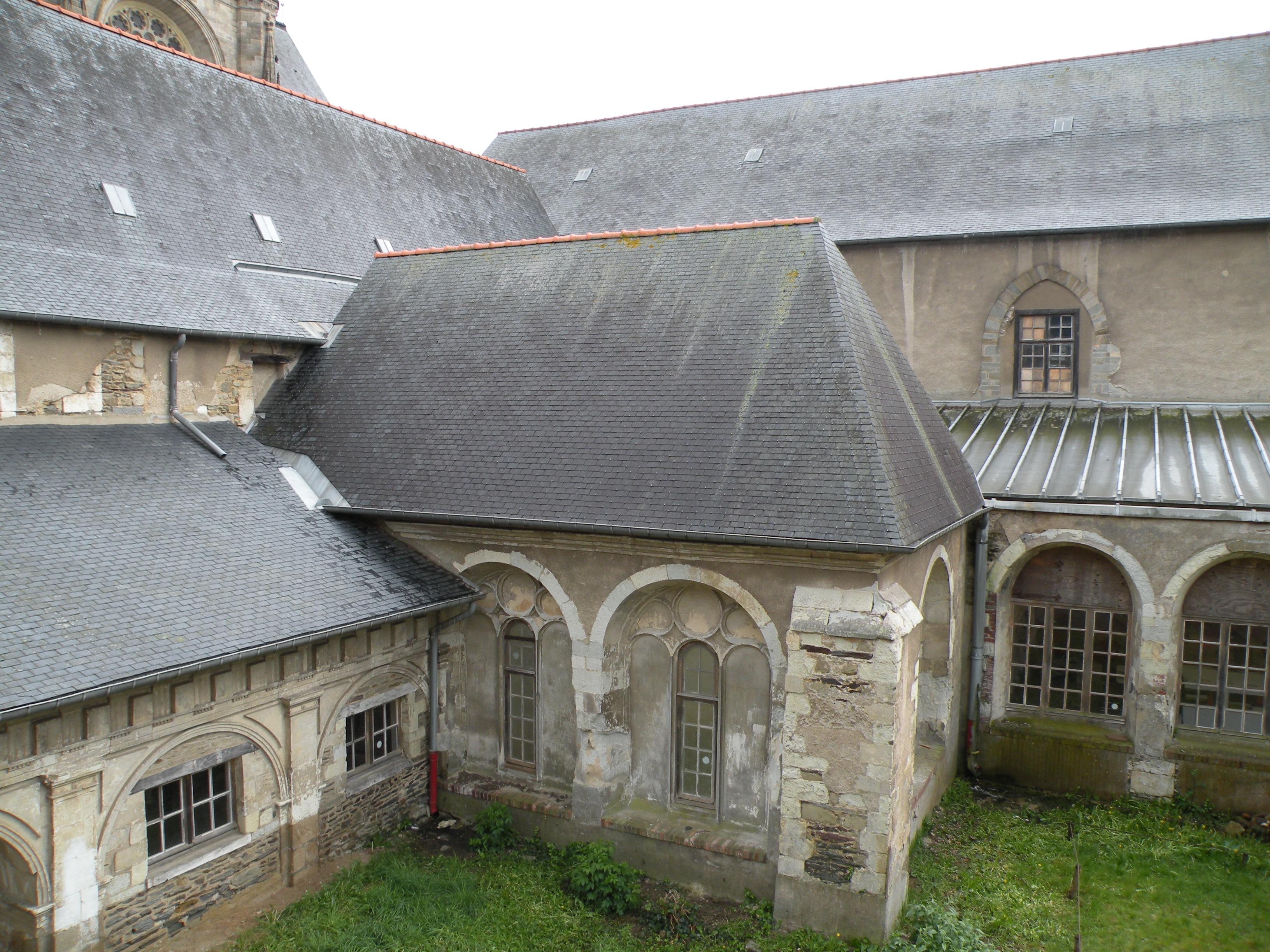
Vue de la cour intérieure en 2010.

### Le centre des congrès
Entre 2005 et 2009, les élus de la ville de Rennes puis ceux de Rennes Métropole réfléchissent à l'opportunité de la création d'un centre des congrès sur l'agglomération rennaise. Après avoir étudié différentes implantations notamment le palais Saint-Georges, les élus intercommunaux choisissent le 18 juin 2009 le site du couvent des Jacobins. 
En juillet 2010, l'équipe représentée par l'architecte Jean Guervilly est désignée pour la conception du centre. De novembre 2011 à juin 2013, une campagne de fouille intégrale du site est menée par l’INRAP. Une trentaine d'archéologues recensent près d'un millier de sépultures médiévales et modernes, principalement dans la salle du chapitre, lieu d'inhumation en principe réservé aux frères, dans la galerie des enfeus ou dans l'église. Dans le chœur de l'église, ils ont mis au jour quatre tombes prestigieuses (sarcophages en plomb à loges céphaliques avec à leur tête des urnes en forme de cœur) de personnages du XVIIe siècle, notamment celle de Louise de Quengo, veuve probablement devenue religieuse au couvent où elle termine sa vie,.
Un groupement d'entreprises mené par la société Sogea Construction est chargé en novembre 2013 de la réalisation des travaux du Centre des Congrès. La livraison de l'équipement est alors prévue fin 2017. Une opération « portes ouvertes » est organisée les 16 et 17 décembre 2017 alors que le bâtiment est en cours de finition.
Le centre des congrès est inauguré le 10 janvier 2018 par un concert donné par l'Orchestre symphonique de Bretagne dans le grand auditorium.

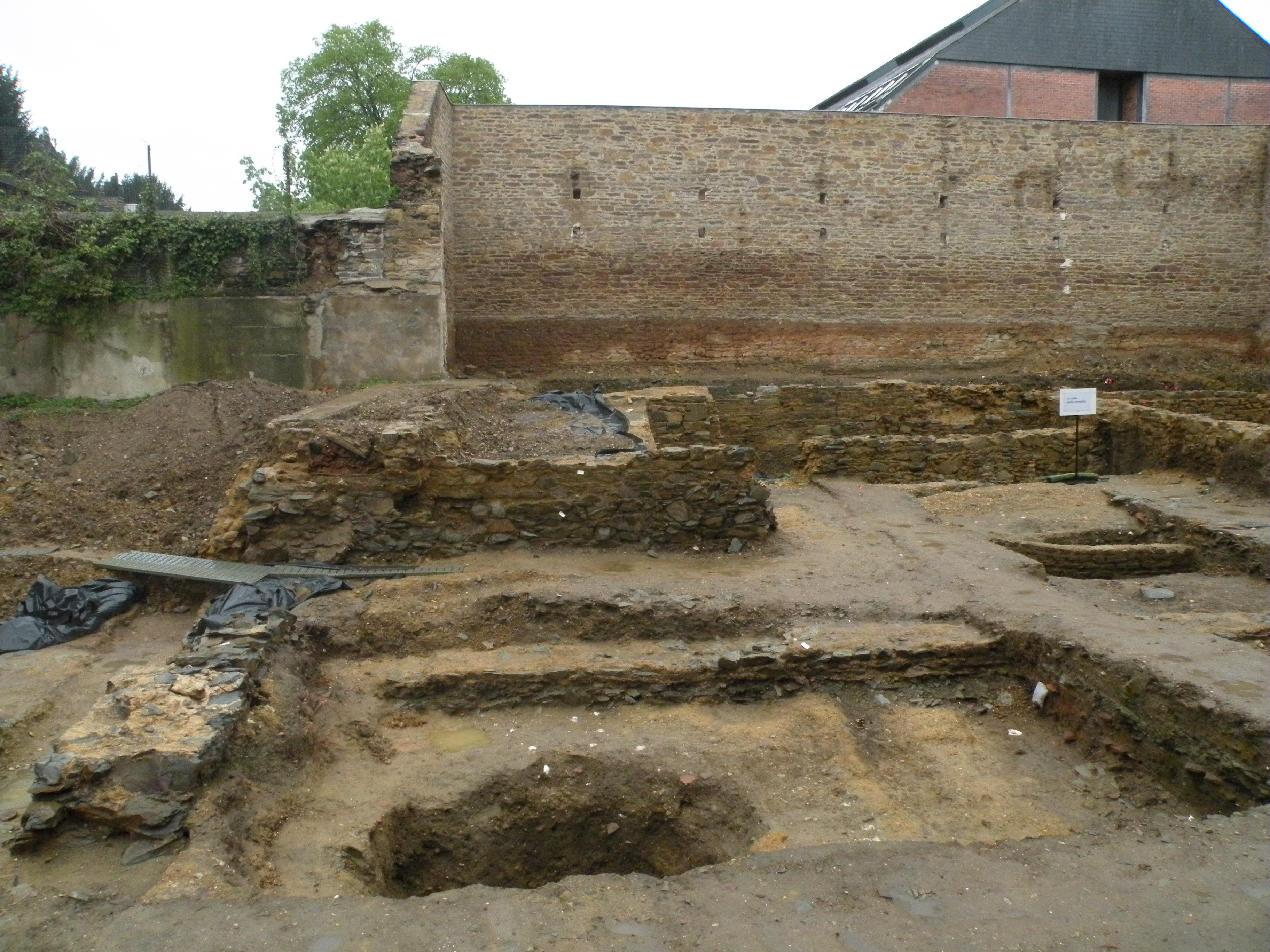
Fouilles du site du couvent en 2012.
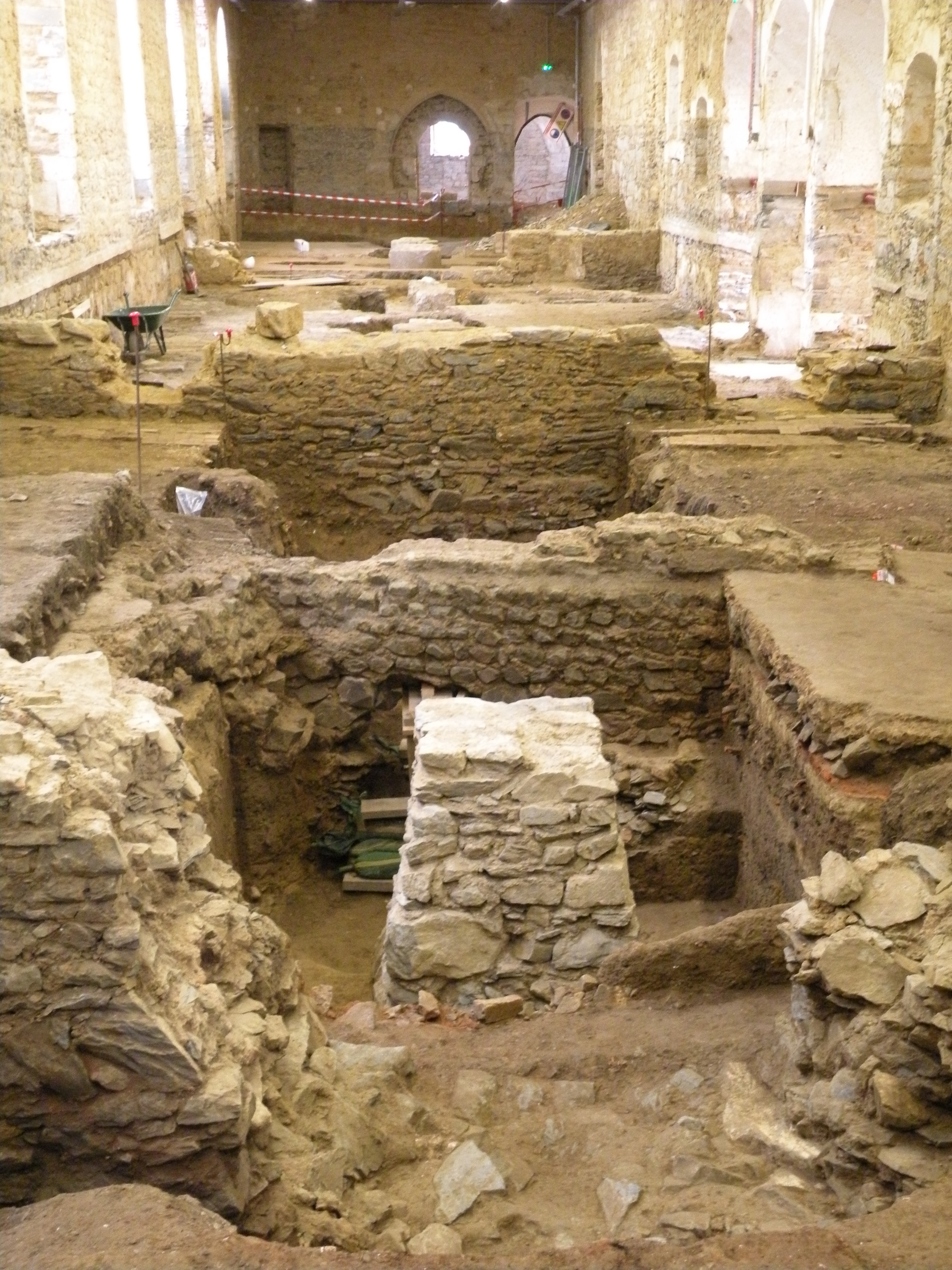
Fouille des salles du couvent en 2012.
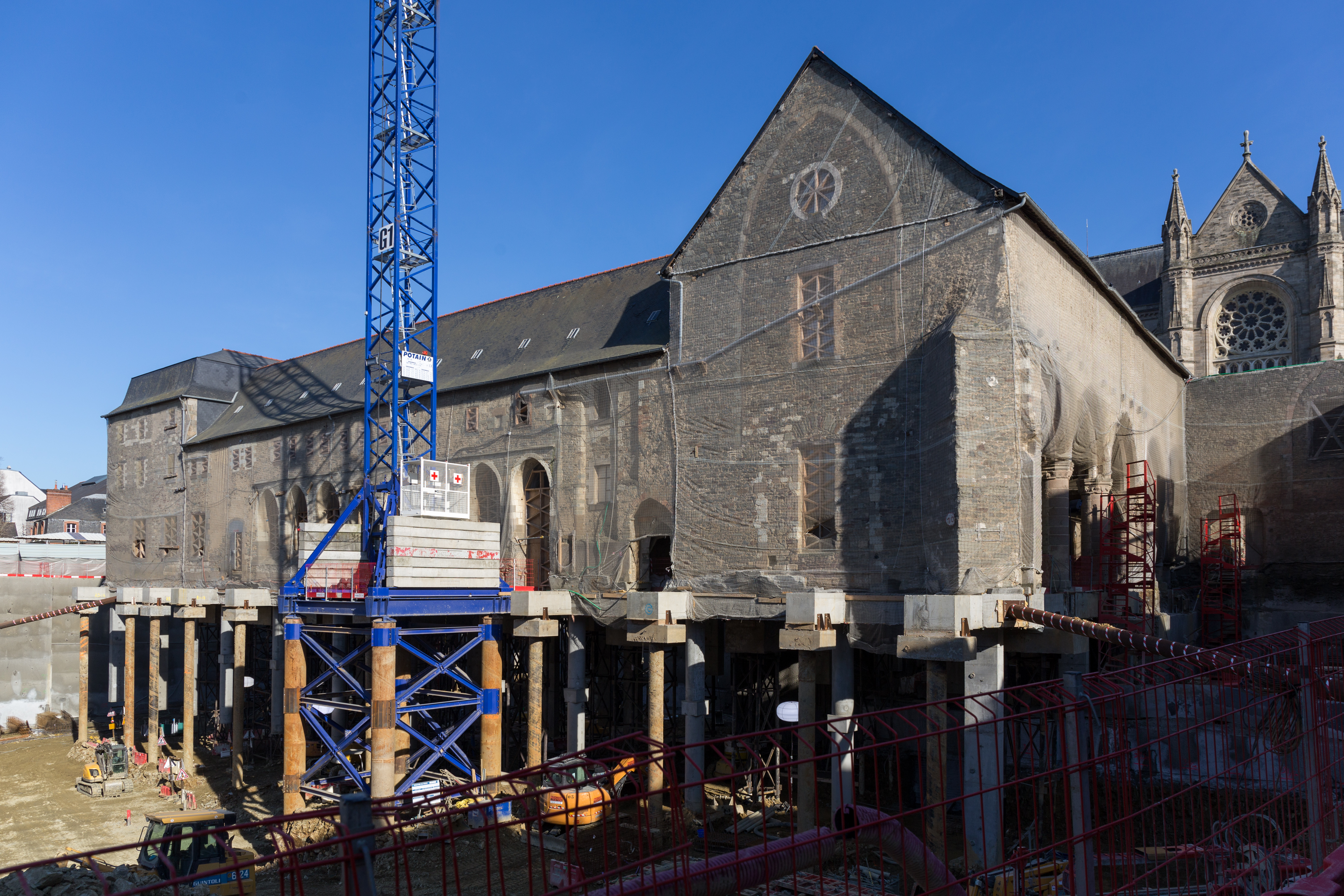
Le couvent sur ses fondations en février 2015.
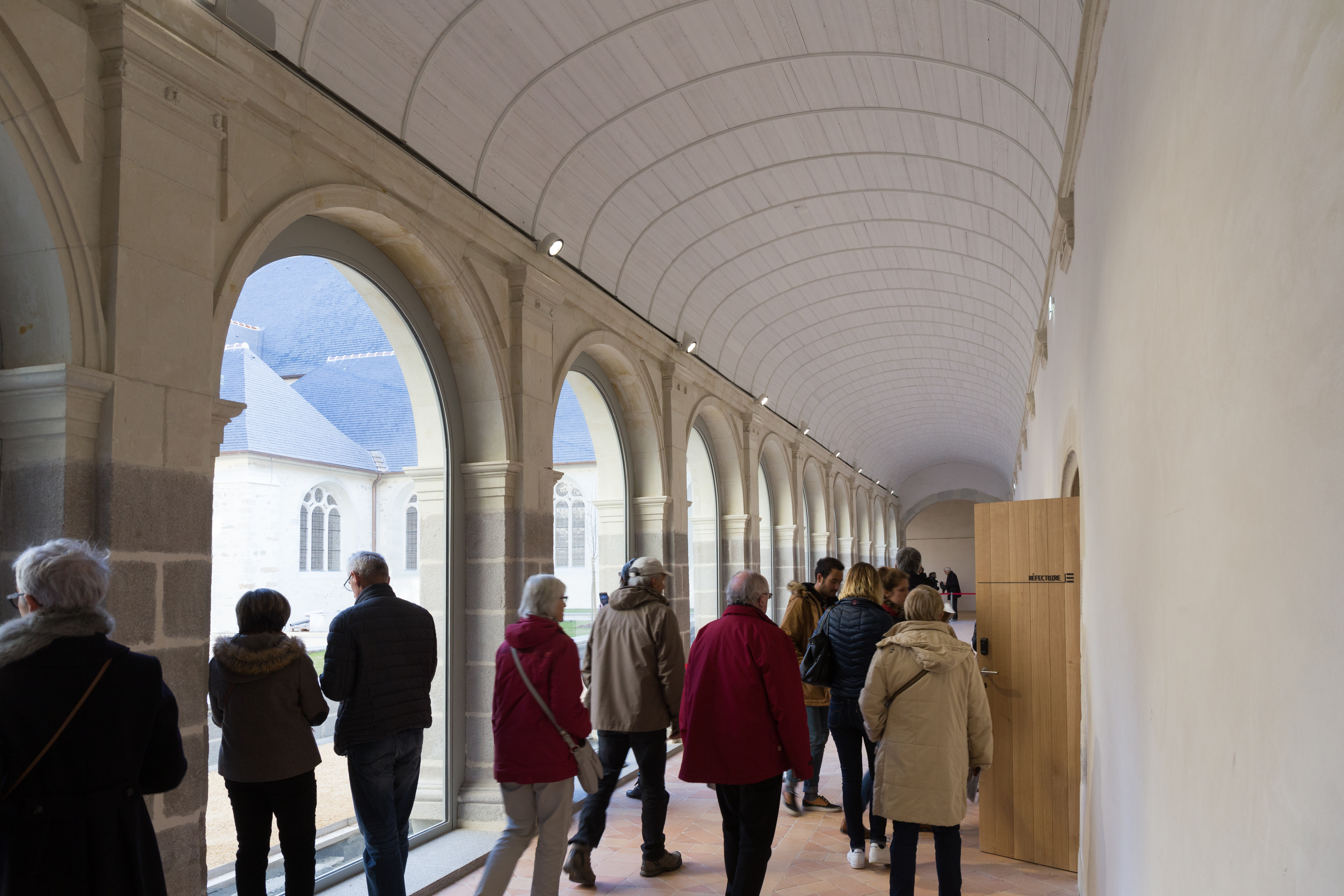
Le cloître rénové lors des portes ouvertes de décembre 2017.

## Architecture

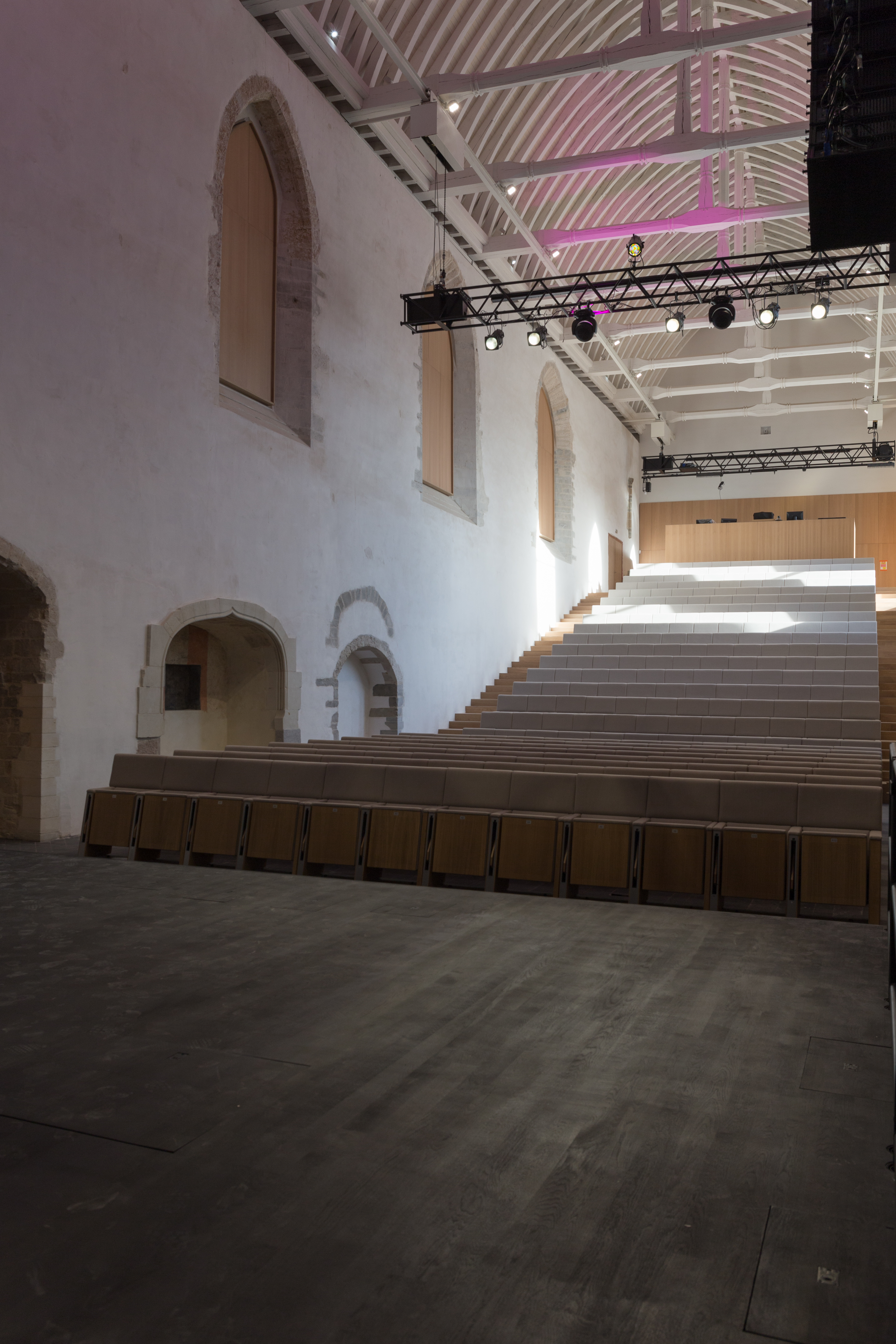
L'auditorium de 300 places dans l'ancienne église.

Le bâtiment est bâti de façon classique pour un couvent : un cloître composé d’un jardin central entouré d’une galerie. Ce cloître permet l’accès à plusieurs pièces servant à la vie monacale : église conventuelle (au sud), salle capitulaire (à l’est), réfectoire (à l’ouest), etc. Moins courant est la présence d’une chapelle (la chapelle de Bonne-Nouvelle) dans l’angle sud-est du jardin du cloître ainsi qu’une galerie des enfeus dans la partie sud du cloître le long de l’église.
Deux cours bordent les côtés nord et ouest du bâtiment principal. Celles-ci sont fermées par un portail chacune. Au nord-ouest du terrain, on trouve le logis du prieur datant du XVIe siècle.

### Architecture du centre des congrès
Le centre des congrès est composé des espaces suivants :
- auditorium François Régis Hutin[19], de 1000 places ;
- deux auditorium (500 et 300 places)
- 25 salles de commission ;
- 3 000 m2 de surface d’exposition ou de restauration, notamment autour du cloître.